# Monkey Typhoon
Monkey Typhoon (アソボット戦記五九 Asobotto Senki Goku?) es un manga creado por Shin Kibayashi (bajo el seudónimo de Jōji Arimori) e ilustrado por Romu Aoi. Fue serializado en la revista Weekly Shonen de Kodansha entre 2001 y 2002. Fue adaptado a una serie de anime para televisión, consta de 52 episodios producida por Avex y Dentsu.

## Temática
La sinopsis introduce a un personaje a que el autor asigna como un "asobotto" (acrónimo de association y robot). El nombre propio de este assobotto es Gokú (que tiene características de humano y de mono). Junto con sus camaradas (otros dos asobotos y dos humanos) viajan por el desierto Tenji en busca de las 49 llaves que se necesitan para salvar al mundo en un plazo de un año, pero realmente la historia no comienza ahí.
En un día como cualquiera una jovencita llamada Sussy iba en una nave dispuesta a llevar unas medicinas a su padre enfermo; y en el camino conoce a un joven llamado "Sanzo". Este les habla acerca de la destrucción del mundo en un año junto con Goku deben salvar al mundo:
"El de la alegre melodía de la juventud, aquel del desierto Tenjik, saluda al terrible poder del bandido; el hijo de la montaña Kaká y cuando estos dos se unan el largo viaje empezará para detener las arenas del reloj de la destrucción de este reino y traerá paz a este mundo una vez más".
Es una predicción que confirma antes de morir el padre de Sussy; la que, después de morir aquel, se suma al viaje de la banda de Gokú y Sanzo. Pasa el tiempo y se hacen buenos amigos, aunque Goku siempre reniega de Sanzo porque lo hizo débil contra las mujeres y los niños, con una orden de su armónica.

## Personajes
Goku de la montaña Kaká
Tongo 
Pelos necios

## Héroes
- Goku: Un chico con cara de mono que posee un caballo robot llamado Skywalker. Sanzo lo escogió como compañero para empezar su viaje. Él es un asobot de la primera generación. Su misión es encontrar las 49 llaves del Apocalipsis. Está todo el tiempo acompañado por sus compañeros bandidos que son: Sanzo, Joe, Susie, Tongo y más tarde se encuentra con Mion y Shion. Luego de recolectar las 6 primeras llaves, su apariencia cambia y se convierte más fuerte causando desastres en 'Ciudad Aurora'. Le gusta perseguir lindas chicas, pero Sanzo, con una canción, impidió que él atacara a las chicas y que ellas junto con los niños pudieran pegarle a Goku sin que él pudiera hacer algo, esta es la razón por la que él termina siempre en el aire cuando una chica o un niño le pegan. Al final, Goku y sus amigos deciden volver al pasado habiendo terminado con el Profesor 'D'.

- Sanzo: Un joven que proviene del pasado, fue al futuro para salvar al mundo con la ayuda de Goku. Se unió al plan de Goku para encontrar las 49 llaves. Él tiene una armónica mágica con la cual puede manejar y afectar a los asobots, pero no a aquellos que estén infectados con el Virus de la Destrucción. Como Goku, recolectó 6 llaves, que con ellas también su apariencia cambió y adquirió más poderes. Su nombre completo es Sanzo Genjō y el lugar donde nació es Tokio. Él mira a Susie como su hermana. También estaba enamorado de Rea, la madre de todos los Asobots. Al final, junto con Goku, Yazu y los demás, derrotaron al Profesor 'D'. Después que todas las llaves fueron reunidas, todos los asobots que habían sido infectados con el Virus de la Destrucción, fueron curados.

- Susie: Una pequeña niña que fue salvada por Sanzo y viaja junto a los demás. Ella trata de cumplir el legado de su padre de presenciar la profecía que realizaran Sanzo y Goku, tiene un carácter fuerte y siempre está regañando a Goku cuando coquetea con todas las chicas. Normalmente siempre está acompañada por Sanzo (cosa que hace creer que tienen una relación).

- Joe: Amigo y compañero bandido de Goku, pertenece a la clase de Asobots trabajadores. Su boca nunca es vista porque está cubierta ya que su vestimenta tiene un estilo ninja marcado. Necesita de agua para sobrevivir o podría morir. Goku piensa que Joe bajo el agua es invencible. Como Goku y los demás, al recolectar las 6 primeras llaves, cambió su apariencia y sus poderes. Al final, también decidió ir con Goku al pasado.

- Tongo: Un asobot enorme con forma de jabalí, amigo y compañero bandido de Goku. Usa, extrañamente, un bikini para bañarse aunque sea macho. Más tarde, cuando recolectó 6 de las 49 llaves, su apariencia cambió junto con sus poderes, se hizo más fuerte. Siempre demostró valentía y nunca abandonó a sus amigos. Al final, decidió ir con Goku al pasado, también.

- Mion: Una chica muy hermosa y utiliza sus encantos para seducir a todos con el fin de que hagan lo que ella quiere. Ella siempre trata de conseguir las llaves antes que Los Bandidos de Goku para adquirir más belleza. Sus ataques se basan en dulces, ella utiliza goma de mascar y realiza una bomba con la que, al explotar, lo hace como si fuera una bomba de verdad. También regresó al pasado con Goku la cual se siente atraída por este a pesar de que no lo demuestra. (todo apunta a que este personaje tiene relación con la diosa de la Misericordia que se narra en el libro).

- Shion: "Hermana" de Mion, hace parte del cuarteto del Profesor 'D'. Ella también quiere encontrar las 49 llaves antes que sus compañeros para llevarlas al Profesor 'D'. Se unió a Los Bandidos de Goku para poder espiarlos. Está acompañada por un colibrí que se transforma en un walkie-talkie para poder avisar al Profesor 'D' de todo lo que sucede. Se puede transformar en una hermosa chica parecida a Mion pero con cabello azul. Después que ella murió por causa de El Virus de la Destrucción, Sanzo la revivió después de que su armónica adquiriera más poderes.

## Asobottos
los Asobots o Asobottos son robots creados mil años atrás por el padre de Sanzo, aunque son de base tecnológica y más resistentes que los humanos, dependen de medios similares para su supervivencia como la comida y el agua, además se dividen en 3 generaciones para diferenciar el tiempo de su surgimientos.
- Primera Generación*: Son los primeros asobots que existieron, se caracterizan por estar numerados con números asiáticos y tener los ojos de color azul, estos son "hijos" directos de la primera protoasobot Rea creada por el padre de Sanzo. También van acompañados o tienen animales Robots.

Goku, Mion y Shion pertenecen a esta generación.
- Segunda Generación*: Pertenecen al segundo grupo de Asobots que surgieron, están marcados con números arabigos y tienen ojos de color verde.

además, en el pequeño yipang había un cierto número de asobots de esta generación que eran defectuosos. Estos Asobots defectuosos eran llamados "monstruos Asobots". Tongo y Joe pertenecen a esta generación.
- Tercera Generación*: Esta es la generación más reciente, y tienen habilidades superiores de las anteriores, además de que muchos presumen de ello, están marcados con números romanos y presentan ojos rojos, Yazu y la mayoría de villanos son de esta generación.

## Reparto
| Personaje | Actor de voz (Japón) | Actor de voz (Latinoamérica) |
| --------- | -------------------- | ---------------------------- |
| Goku      | Kappei Yamaguchi     | Irwin Daayán                 |
| Sanzo     | Tomokazu Seki        | Luis Daniel Ramírez          |
| Susy      | Mayumi Iizuka        | Circe Luna                   |
| Joe       | Nozomu Sasaki        | Salvador Delgado             |
| Tongo     | Takeharu Kunimoto    | Miguel Ángel Ghigliazza      |
| Shion     | Atsuko Enomoto       | Mayra Arellano               |
| Mion      | Minami Takayama      | Laura Ayala                  |

## Emisión en diversos países
La serie inició en manga, presentando la historia escrita por Jōji Arimori y con Romu Aoi en el arte, y serializada en dicho medio por la revista Weekly Shōnen Magazine entre 2001 y 2002. Luego fue adaptada al anime para televisión con la participación del Avex group, Studio Egg y SPE, y emitida por TV Tokyo entre octubre del 2002 hasta septiembre del 2003. Fue presentada en toda Asia por la señal de televisión satelital Animax y en toda Latinoamérica por Cartoon Network desde el 4 de septiembre al 1 de diciembre de 2006, con repeticiones desde noviembre de 2008. En México en el 2007 se comenzó a emitir por Cadenatres, pero pocos días después fue cancelada. Animax en Latinoamérica había confirmado esta serie para el 2008-2009 junto con Samurai X, pero nunca fue estrenada. En El Salvador se transmitió por Canal 6 de Telecorporación Salvadoreña en el 2008. En Colombia fue transmitida por el Canal Caracol Televisión los fines de semana en la madrugada en el 2010.

## Bases culturales
Al igual que Dragon Ball, la historia está basada en la novela china del siglo XVI Hsi Yu Chi (Viaje al Oeste / 西遊記) escrita por Wu Cheng'en, pero más someramente, por la temática futurista manejada en ésta.